# 哈伊 (日托米爾州)
50°3′54″N 28°30′1″E / 50.06500°N 28.50028°E
哈伊（羅馬化：Hai）是烏克蘭的村落，隸屬日托米爾州日托米爾區，面積1.57平方公里，海拔高度231米，2001年人口267，人口密度每平方公里169.96人。